# Chéronnac
Chéronnac település Franciaországban, Haute-Vienne megyében. Lakosainak száma 315 fő (2022. január 1.). Chéronnac Videix, Maisonnais-sur-Tardoire, Saint-Bazile, Saint-Mathieu, Les Salles-Lavauguyon és Vayres községekkel határos.

## Népesség
A település népességének változása:
| Lakosok száma | 333  | 337  | 342  | 336  | 330  | 323  | 317  | 316  | 315  |
|               | 2013 | 2015 | 2016 | 2017 | 2018 | 2019 | 2020 | 2021 | 2022 |